# كرة السلة 3×3
كرة السلة 3×3 أو كرة السلة 3 ضد 3 هي نمط من رياضة كرة السلة يتم خلالها التنافس بين فريقين على سلة واحدة وكل فريق مُكون من 3 لاعبين. بدأت هذه اللعبة في أواخر عقد 1980 في الولايات المتحدة عن طريق غوس ماكر، قرر الاتحاد الدولي لكرة السلة أن يقيم بطولة تجريبية لها في دورة الألعاب الآسيوية داخل الصالات 2007 في ماكاو، في سنة 2012 أقيمت أول بطولة عالمية لها في اليونان وإنتهت بفوز مُنتخب صربيا بها. أقامت اللجنة الأولمبية الدولية أول بطولة خاصة بهذا الصنف الرياضي خلال دورة الألعاب الأولمبية الصيفية 2020 في طوكيو.